# 다니엘라 모일리
다니엘라 모일리(독일어: Daniela Meuli, 1981년 11월 6일~)는 스위스의 전직 스노보드 선수이다.
모일리는 2001년 세계 주니어 선수권 대회 평행대회전에서 금메달을 획득했다. 그녀는 2002년 솔트레이크시티 동계 올림픽에서 20위를 했다. 그녀는 2003년 세계 스노보드 선수권 대회 평행회전에서 22위를 했고 평행대회전에서 10위를 했다.
모일리는 2005년 세계 선수권 대회 평행회전에서 우승했다. 그녀는 2006년 동계 올림픽 평행대회에서 우승했다.
그녀는 2006년 8월 8일에 은퇴했다.